# Карлеон
Карле́он (англ. Caerleon; валл. Caerllion) — городское поселение Великобритании.

## Топография
Расположено на правом берегу реки Аск, на северной окраине города Ньюпорт, Уэльс.

## Историческое значение
Место, имеющее большое археологическое значение, так как здесь находятся остатки римского лагеря легионеров Иска Августа и городище Железного века.
Джеффри Монмутский в своём труде «Historia Regum Britanniæ» подчеркнул значение Карлеона как одного из важнейших центров британской истории.
Город известен как место служения пресвитеров Карлеонских и священномучеников III—IV веков Аарона и Юлия, почитаемых православными и католическими церквями.

### Музеи
- Национальный музей римского легиона Уэльса.
- Музей римских бань.

## Римский амфитеатр
Город является местом расположения римского амфитеатра, который был построен в 60 году нашей эры и был раскопан в 1926 году. Амфитеатр можно посетить бесплатно, и каждый год римские церемонии воссоздаются с использованием точного костюма и оружия, многие из которых выставляются на Римский музей Карлеона.
В городе есть несколько исторических памятников, в том числе римские казармы, римские бани и остатки замка нормандской эпохи, примыкающего к тому, что сейчас является пабом «Hanbury Arms».

## Ночная жизнь
Город известен своей обширной ночной жизнью, с двенадцатью пабами, включая ряд исторически известных мест. В частности, Hanbury Arms был местом, где Альфред Теннисон писал «Королевские идиллии», а также питьевые заведения 17-го века под названием The Hanbury Arms, Бык англ. The Bull Inn, Белый олень (англ. The White Hart) и другие.